# Infinifactory
Infinifactory est un jeu vidéo de puzzle bac à sable développé et édité par Zachtronics, sorti en 2015 sur Windows, Mac, Linux et PlayStation 4. Il est disponible sur Steam, GOG et sur le PlayStation Store.

## Système de jeu
Le jeu consiste à construire et à faire fonctionner une usine de blocs, à des fins lucratives pour améliorer son usine en continu, en validant les différents objectifs imposés.